# 新港町 (横須賀市)
新港町（しんこうちょう）は神奈川県横須賀市の町名。住居表示は実施しておらず、丁目も設定されていない。2023年4月1日現在の人口は0人、面積は0.161km2。

## 概要
横須賀市中心市街地の臨海部に位置する。近年の再開発により、商業施設や行政施設が点在している。また、再開発では住宅の建設を禁止しているため、今後も人口は増えないと思われる。

## 沿革
- 1975年（昭和50年）5月1日 - 横須賀市小川町、日の出町1丁目、同2丁目の各町地先公有水面埋立地および小川町の各一部から新港町新設。
- 2012年（平成24年）12月25日 - 横浜地方裁判所横須賀支部及び横須賀簡易裁判所が新港町1番地9に移転[6]。
- 2013年（平成25年）3月13日 - よこすかポートマーケットが新港町6番地に開業[7]。
- 2014年（平成26年）4月1日 - 横須賀市救急医療センターが新港町1番地11に移転。
- 2015年（平成27年）7月6日 - 横須賀警察署が新港町1番地10に移転。これにより再開発の官公庁ゾーンが完成。

## 事業所
2021年（令和3年）現在の経済センサス調査による事業所数と従業員数は以下の通りである。
| 町丁   | 事業所数 | 従業員数 |
| ------ | -------- | -------- |
| 新港町 | 23事業所 | 853人    |

### 事業者数の変遷
経済センサスによる事業所数の推移。
| 年                 | 事業者数 |
| ------------------ | -------- |
| 2016年（平成28年） | 21       |
| 2021年（令和3年）  | 23       |

### 従業員数の変遷
経済センサスによる従業員数の推移。
| 年                 | 従業員数 |
| ------------------ | -------- |
| 2016年（平成28年） | 223      |
| 2021年（令和3年）  | 853      |

## 主な施設
- よこすかポートマーケット
- 横須賀地方合同庁舎
  - 横浜地方法務局横須賀支局
  - 横須賀税務署
  - 横須賀労働基準監督署
- 横浜地方裁判所横須賀支部
- 横須賀市救急医療センター
- 横須賀警察署

## 学区
住民はいないが通学区域は設定されている。通学区域は以下の通りである（2022年3月時点）。
- 番・番地等 : 全域
  - 小学校 : 横須賀市立諏訪小学校
  - 中学校 : 横須賀市立常葉中学校

## その他

### 日本郵便
- 郵便番号 : 238-0005[2]（集配局 : 横須賀郵便局[11]）。